# Dworzec Gdański (stacja metra)

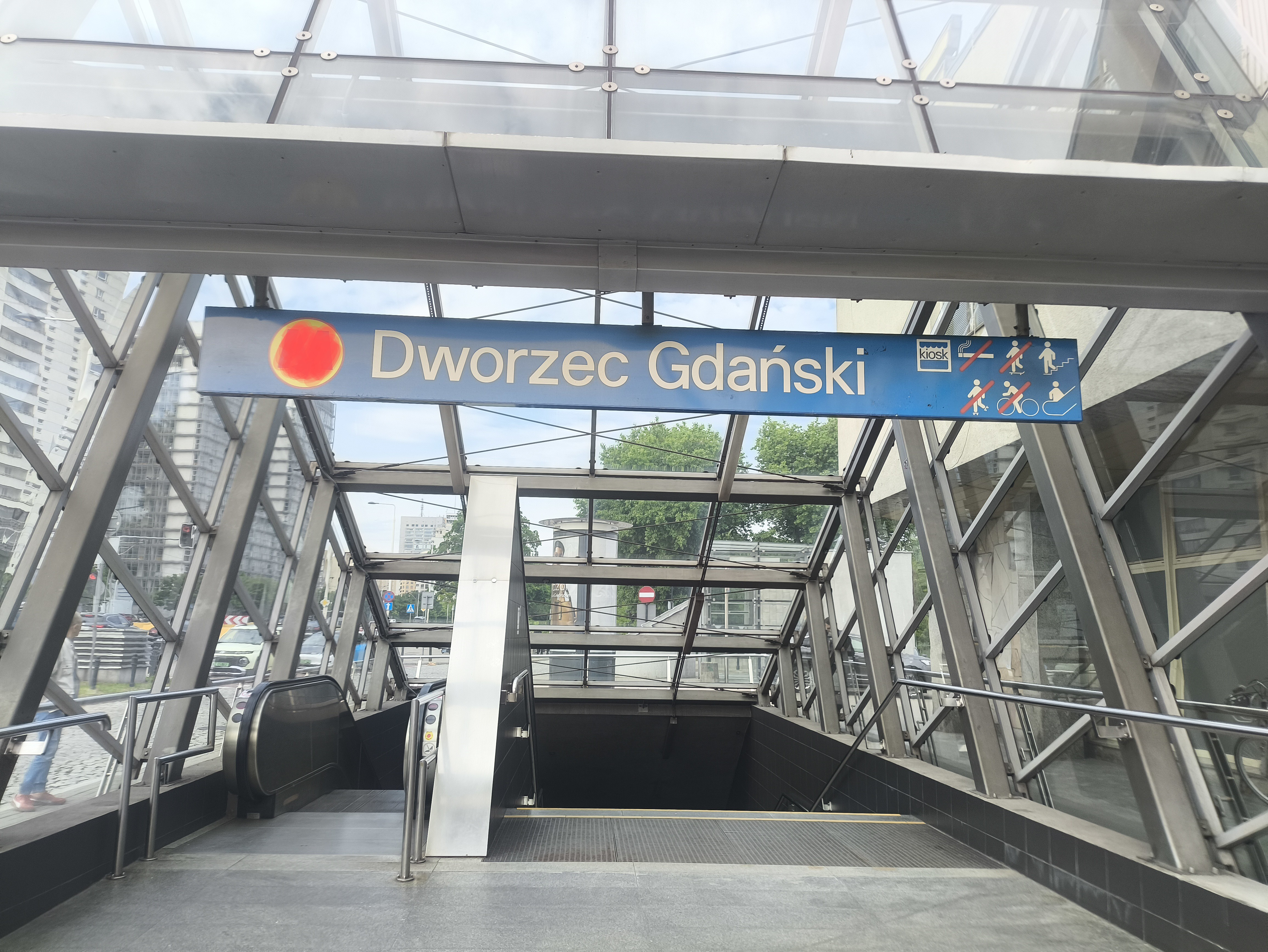
Wejście na stację od strony dworca Gdańskiego

Dworzec Gdański – stacja linii M1 metra w Warszawie zlokalizowana przy ul. Słomińskiego, przy dworcu kolejowym Warszawa Gdańska, w pobliżu ul. Andersa.

## Opis stacji
Dworzec Gdański – stacja dwukondygnacyjna – peron oraz galeria. Peron-wyspa o szerokości 12 m i długości 120 m. Na stacji po obu stronach peronu znajdują się schody ruchome i stacjonarne oraz jedna winda. Z antresoli stacji, przez szklane okna, można obserwować ruch pociągów na peronie. Stacja jest utrzymana w odcieniach szarości i srebra, koło windy i schodów ruchomych są niewielkie zielone światełka.
Na terenie stacji znajdują się: punkty handlowe, bankomat, toalety i posterunek policji. Na tej stacji znajduje się defibrylator.
Stacja spełnia też funkcję przejścia podziemnego pod ul. Słomińskiego. Przejście podziemne na poziomie antresoli jest dostępne całą dobę. Prowadzi do niego 5 wejść (z tego 3 mają schody ruchome) i 4 windy. Pozwalają one dostać się na przystanki autobusowe i tramwajowe. Stacja metra została również połączona za pomocą przejść podziemnych z peronami dworca kolejowego Warszawa Gdańska oraz osiedlami leżącymi na północ od torów kolejowych.
W maju 2008 roku zostało podpisane porozumienie pomiędzy Metrem Warszawskim a PKP Polskie Linie Kolejowe S.A Oddział Regionalny w Warszawie, dotyczące budowy przejścia podziemnego dla pieszych pod torami stacji PKP Warszawa Gdańska, łączącego stację metra Dworzec Gdański z peronami stacji kolejowej i południowym Żoliborzem. Jednocześnie z tymi pracami trwała rozbudowa infrastruktury kolejowej. Przejście zostało zbudowane na jesieni 2010 roku, jednak przedłużające się odbiory techniczne i braki w dokumentacji sprawiły, że zostało ono udostępnione dla pieszych dopiero 28 lutego 2011 r.

## Dane techniczne stacji
- Powierzchnia stacji – 6 864,10 m²:
  - część podziemna: 6 553,40 m²,
  - część nadziemna: 310,7 m².
- kubatura – 43 900 m³.
- Długość stacji 156 m.
- Szerokość stacji 20,4 m.
- Zagłębienie – 11,5 m poniżej poziomu terenu.
- Za stacją Dworzec Gdański od strony południowej znajduje się połączenie między torem 1 i 2. Połączenie to może być wykorzystane w sytuacji, gdy na trasie zepsuje się jakiś skład, można go wtedy odholować, tak aby nie przeszkadzał w dalszym kursowaniu metra.

## Wykonawcy
Generalnym wykonawcą stacji było Konsorcjum BEBK-17, składające się z firm:
- Budimex SA, Warszawa
- Budexport Sp. z o.o., Warszawa
- BE Energobudowa SA, Warszawa
- Autorska Pracownia Architektury Kuryłowicz & Associates Sp. z o.o., Warszawa

Projektantem stacji był Stefan Kuryłowicz.